# 牟岐・出羽島アート展
牟岐・出羽島アート展（むぎ・でばじまアートてん）とは、徳島県海部郡牟岐町で2013年から毎年3月に開催している現代アート展。

## 概要
2013年から毎年3月に徳島県牟岐港周辺と、出羽島を会場とした現代アート展。県内外の芸術家や地元住民のグループにより出展されたアート作品を展示している。参加する芸術家はグラフィックデザイナーや染織家、彫刻家、詩人、写真家など多岐に渡る。2015年からは山間の三協地区も会場となった。
アート展の期間中は手羽島への連絡船が満席になるほどの盛況であったが、2016年に運営者である牟岐町商工会が撤退を表明。準備不足の為、翌年2017年の開催は見送りとなり、代替イベントとして「出羽島おいでってば」が開催された。
- 主催者：牟岐町商工会、牟岐・出羽島芸術祭実行委員会
- 協賛：徳島県民文化祭特別協賛事業

## 歴史
- 2013年3月 - 牟岐・出羽島アート展 2013開催[1]。
- 2014年3月 - 牟岐・出羽島アート展 2014開催[1]。
- 2015年3月1日 - 牟岐・出羽島アート展 2015開催[1]。
- 2016年3月1日 - 牟岐・出羽島アート展 2016開催[1]。
- 2017年 - 中止[1]。
- 2017年3月4日 - 代替イベント「出羽島おいでってば」開催[5]。

## 開催中止
- 2016年4月 - 牟岐町商工会が赤字などを理由に今後主催することができないとの意向を示した[1][6]。
- 2016年8月 -  牟岐町、牟岐町商工会、牟岐町住民有志などが、新たな実施主体とした運営委員会を組織することを決定。運営委員長を選出[6]。
- 2016年12月28日 - 牟岐町住民有志らが目標としていた2017年5月開催を運営体制が整わないことなどを理由に見送り、中止した[6]。
  - 開催中止理由
  - 2016年8月以降、次回の開催に向けて関係者で運営委員会設立の協議を進めてきたが、構成団体や役員が決まらなかった[6]。
  - 出羽島島民との連絡調整にかかる時間を考慮すると、2017年5月開催に間に合わない[6]。
  - 牟岐町営船「大生丸」が就航開始から20年以上経過し老朽化しており、一度に多くの観光客を乗せると船に負担がかかる[6]。
  - 牟岐町は2017年度に新牟岐町営船の設計を検討しており、運航開始は2018年を予定している[6]。
- 2017年1月21日 - 牟岐町観光協会、牟岐町職員、牟岐町民らが協議。2017年3月4日から26日までの土日限定で代替観光イベント「名称未定」の開催を決定した[1]。